# Lioponera
Genre
Synonymes
- Neophyracaces Modèle:Samllm
- Phyracaces Emery, 1902

Lioponera est un genre de fourmis de la sous-famille des Dorylinae

## Classification
Le genre Lioponera est créé en 1879 par l'entomologiste autrichien et myrmécologiste Gustav Mayr (1830-1908) puis considéré à partir de 1975 comme synonyme junior du genre Cerapachys par William L. Brown (d) (1922–1997). En 2016, Lioponera est ressuscité en tant que genre valide par l'entomologiste américain Marek Lech Borowiec (d) lors de la redescription des genres de la sous-famille des Dorylinae.

### Espèce type
L'espèce type est Lioponera longitarsus Mayr, 1879.

### Synonymes
De 1975 à 2016 ce genre a été considéré comme un synonyme du genre Cerapachys.

### Fossiles
Selon Paleobiology Database en 2023, deux collections d'une seule occurrence chacune, référencent des fossiles du Quaternaire en Indonésie et de l'Oligocène en Allemagne. Ceci permet de dater la présence du genre Lioponera depuis le Rupélien ou Oligocène inférieur soit 33,9 Ma.

## Description

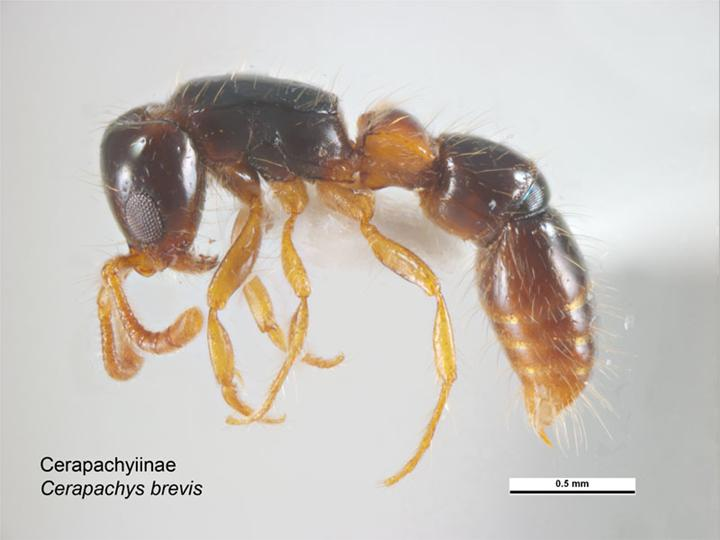
Lioponera brevis.

Lioponera est un genre de fourmis de la sous-famille des Dorylinae contenant environ 76 espèces décrites. 

### Caractères
Ce sont de petites fourmis (environ 5 mm) pour la plupart de couleur brune, monomorphes. Elles se distinguent par une combinaison de crêtes cuticulaires uniques sur la marge postérieure de la coxae postérieure, un pétiole bordé dorso-latéralement et un fort développement de glandes métatibiales qui forment un trou dans la cuticule. Les antennes des ouvrières et des femelles présentent douze segments, les mâles en ayant treize. Les yeux sont grands et se composent de plus de vingt ommatidies. Les ocelles sont absentes. Les palpes mandibulaires des ouvrières ont quatre ou trois segments, les palpes labiaux sont constitués de trois ou deux segments. Le tibia moyen et postérieur comporte un éperon pectiné avec des griffes prétarsales simples. Il existe une suture pronoto-mésopleurale. Elles nichent dans le sol, sous les pierres, dans le bois et chassent d'autres fourmis.

### Répartition
Le genre est largement distribué dans les biorégions afrotropicale, australasienne, indomalaya, malgache et paléarctique. Afrique, Asie, Australie, Océanie. Au nord vers l'Ouzbékistan et le Japon. Une quarantaine d'espèces sont présentes en Australie.

## Liste d'espèces
- Lioponera costatus (Bharti & Wachkoo, 2013)
- Lioponera aberrans (Clark, 1934)
- Lioponera adama Forel, 1910
- Lioponera augustae Wheeler, 1902
- Lioponera anokha (Bharti & Akbar, 2013)
- Lioponera bakeri (Wheeler & Chapman, 1925)
- Lioponera bicolor (Clark, 1924)
- Lioponera binodis Forel, 1910
- Lioponera bispinata (Chen et al., 2016)
- Lioponera braunsi (Emery, 1902)
- Lioponera braytoni (Weber, 1949)
- Lioponera brevicollis (Clark, 1924)
- Lioponera brevis (Clark, 1924)
- Lioponera clara (Clark, 1930)
- Lioponera clarki (Crawley, 1922)
- Lioponera cohici (Wilson, 1957)
- Lioponera collingwoodi Sharaf, 2007
- Lioponera constricta (Clark, 1924)
- Lioponera coxalis (Arnold, 1926)
- Lioponera crassa (Clark, 1941)
- Lioponera daikoku Terayama, 1996
- Lioponera decorsei Santschi, 1912
- Lioponera desertorum (Dlussky, 1990)
- Lioponera dumbletoni (Wilson, 1957)
- Lioponera elegans (Wheeler, 1918)
- Lioponera emeryi (Viehmeyer, 1914)
- Lioponera fervida (Wheeler, 1918)
- Lioponera ficosa (Wheeler, 1918)
- Lioponera flammea (Clark, 1930)
- Lioponera foreli (Santschi, 1914)
- Lioponera gilesi (Clark, 1924)
- Lioponera grandis (Clark, 1934)
- Lioponera greavesi (Clark, 1934)
- Lioponera gwynethae (Clark, 1941)
- Lioponera heros (Wheeler, 1918)
- Lioponera hewitti (Wheeler, 1919)
- Lioponera huode (Terayama, 2009)
- Lioponera inconspicua (Clark, 1924)
- Lioponera iovis Forel, 1915
- Lioponera kraepelinii (Forel, 1895)
- Lioponera krombeini (Donisthorpe, 1947)
- Lioponera larvata (Wheeler, 1918)
- Lioponera longitarsus Mayr, 1879
- Lioponera luzuriagae Wheeler & Chapman, 1925
- Lioponera macrops (Clark, 1941)
- Lioponera marginata (Emery, 1897)
- Lioponera mayri (Forel, 1892)
- Lioponera mjoebergi (Forel, 1915)
- Lioponera mullewana (Wheeler, 1918)
- Lioponera nayana (Bharti & Akbar, 2013)
- Lioponera neocaledonica Jouault et al., 2019
- Lioponera nigra Santschi, 1914
- Lioponera nigriventris (Clark, 1924)
- Lioponera nkomoensis (Forel, 1916)
- Lioponera noctambula Santschi, 1910
- Lioponera parva Forel, 1900
- Lioponera picipes (Clark, 1924)
- Lioponera picta (Clark, 1934)
- Lioponera piliventris (Clark, 1941)
- Lioponera potteri (Clark, 1941)
- Lioponera pruinosa (Brown, 1975)
- Lioponera pubescens (Emery, 1902)
- Lioponera punctatissima (Clark, 1924)
- Lioponera reticulata (Clark, 1926)
- Lioponera ruficornis (Clark, 1924)
- Lioponera rugulinodis (Wheeler, 1918)
- Lioponera senescens (Wheeler, 1918)
- Lioponera similis Santschi, 1930
- Lioponera simmonsae (Clark, 1924)
- Lioponera singaporensis (Viehmeyer, 1916)
- Lioponera singularis (Forel, 1900)
- Lioponera sjostedti (Forel, 1915)
- Lioponera suscitata (Viehmeyer, 1913)
- Lioponera turneri (Forel, 1902)
- Lioponera varians (Clark, 1924)
- Lioponera versicolor (Donisthorpe, 1948)
- Lioponera vespula (Weber, 1949)

## Espèces fossiles
Selon Paleobiology Database en 2023, une seule espèce fossile est référencée :
- †Lioponera suscitata Viehmeyer, 1913[8],[5].

## Galerie

Espèces vivantes du genre Lioponera.
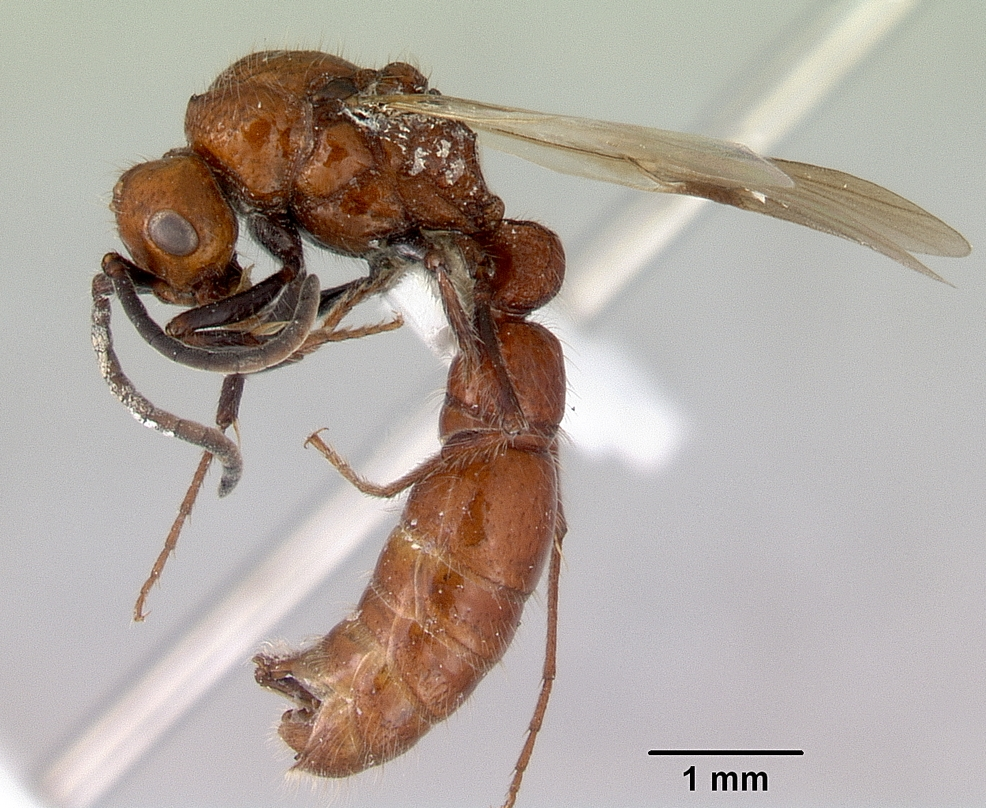
Mâle Lioponera clara.
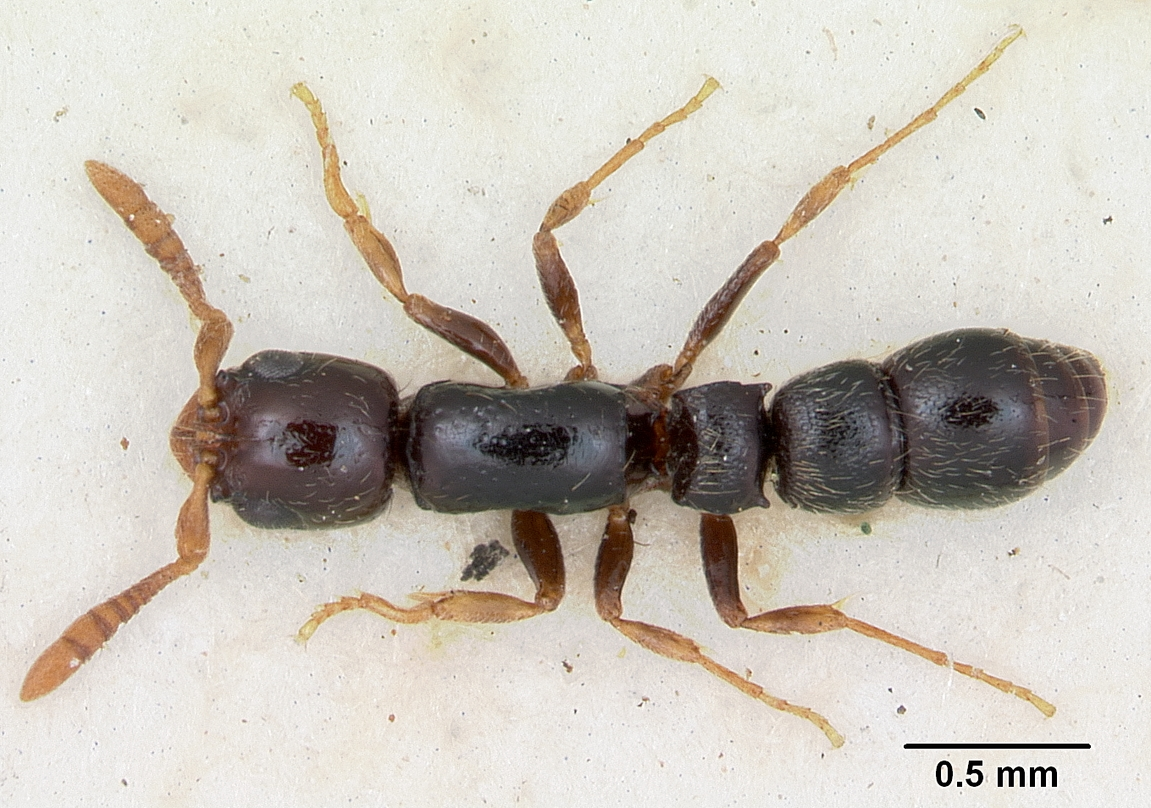
Lioponera coxalis.
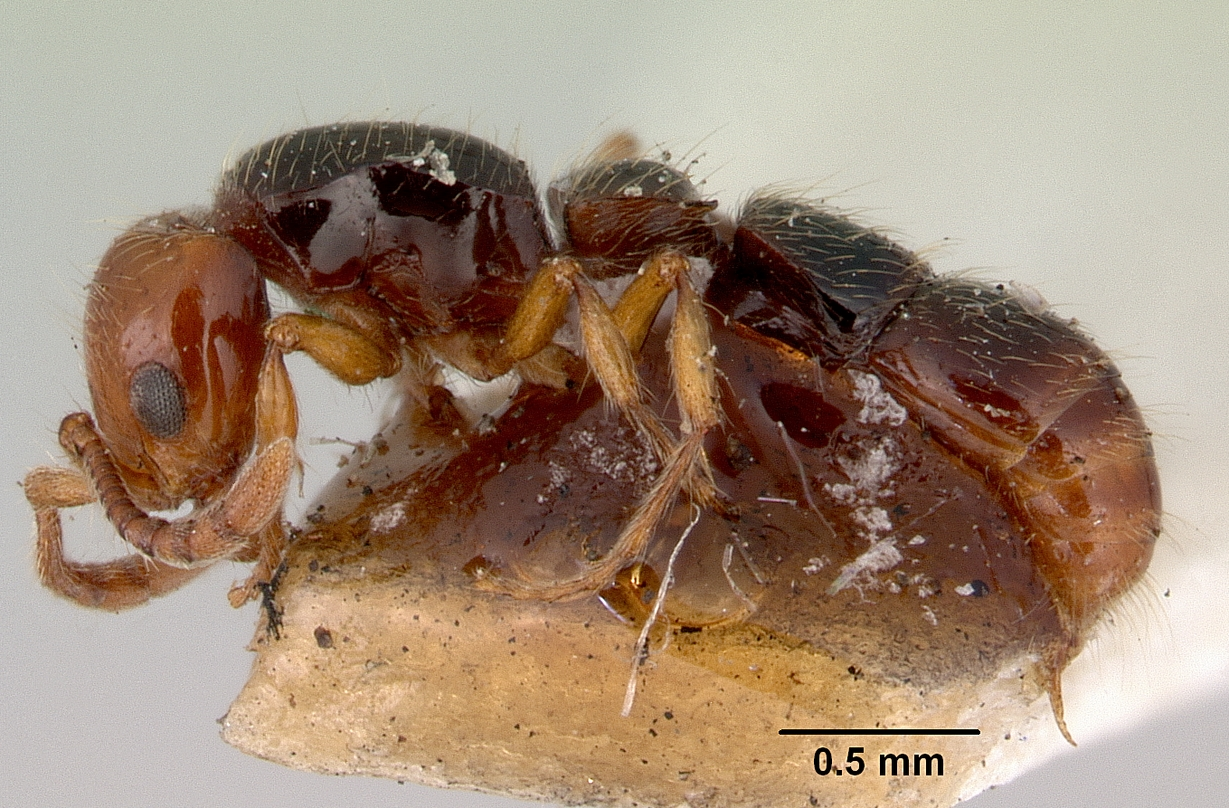
Lioponera gilesi.
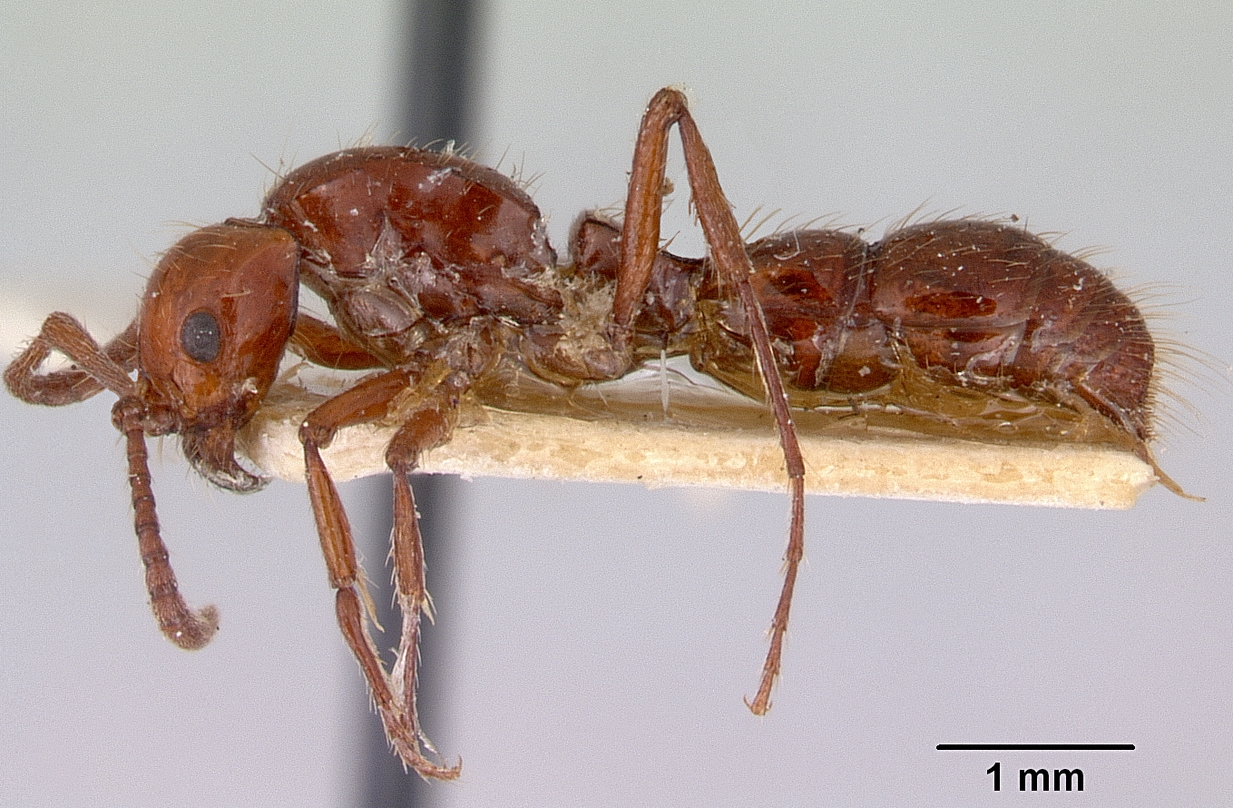
Lioponera iovis.
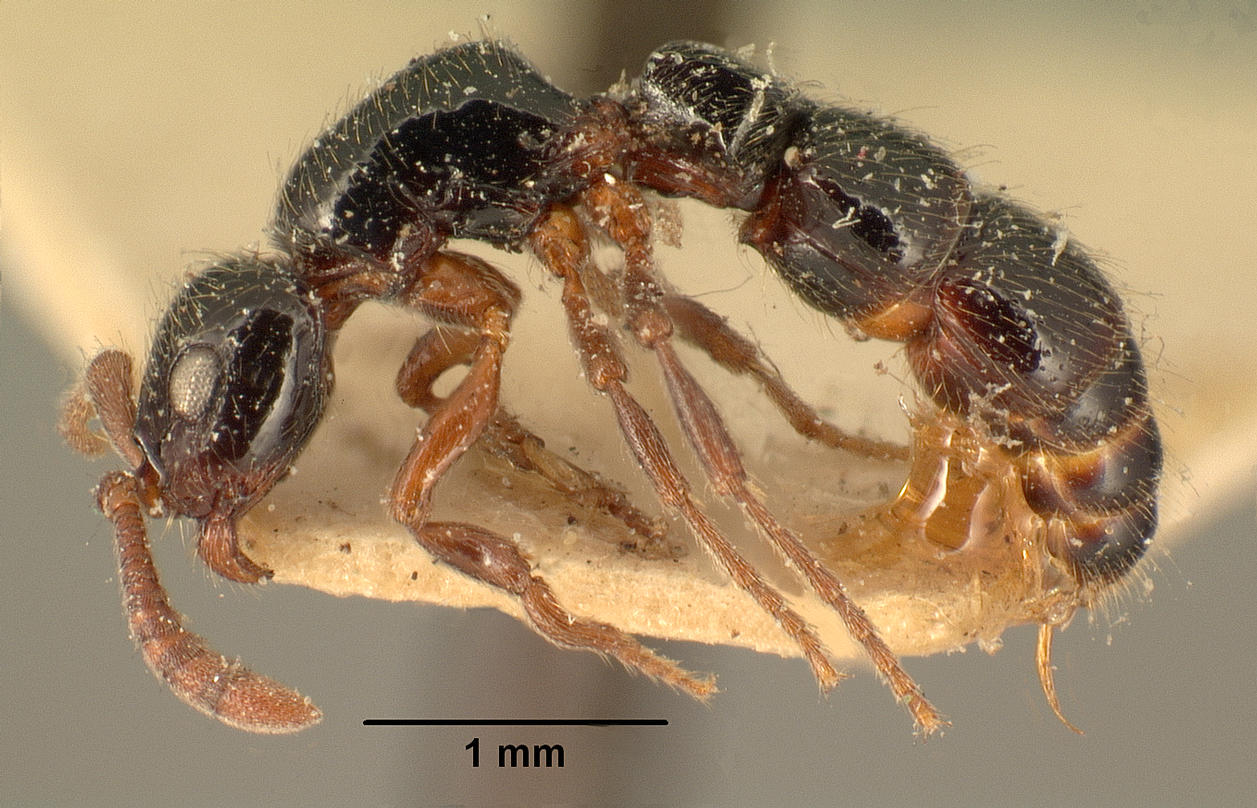
Lioponera kraepelinii.
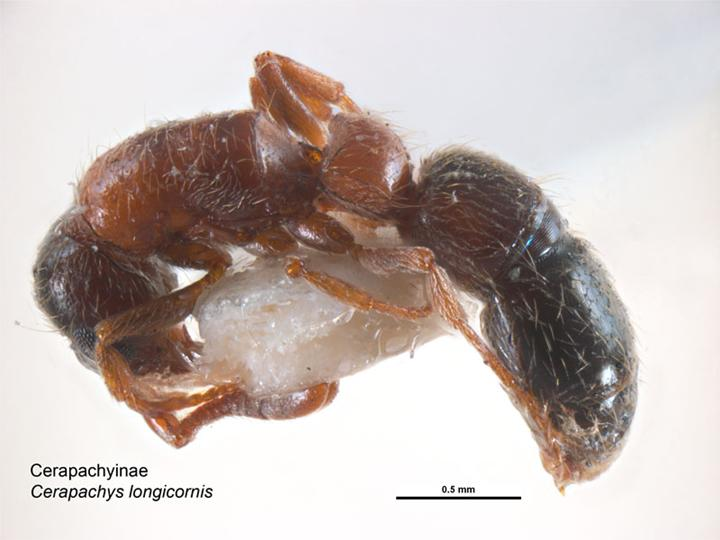
Lioponera longitarsus.
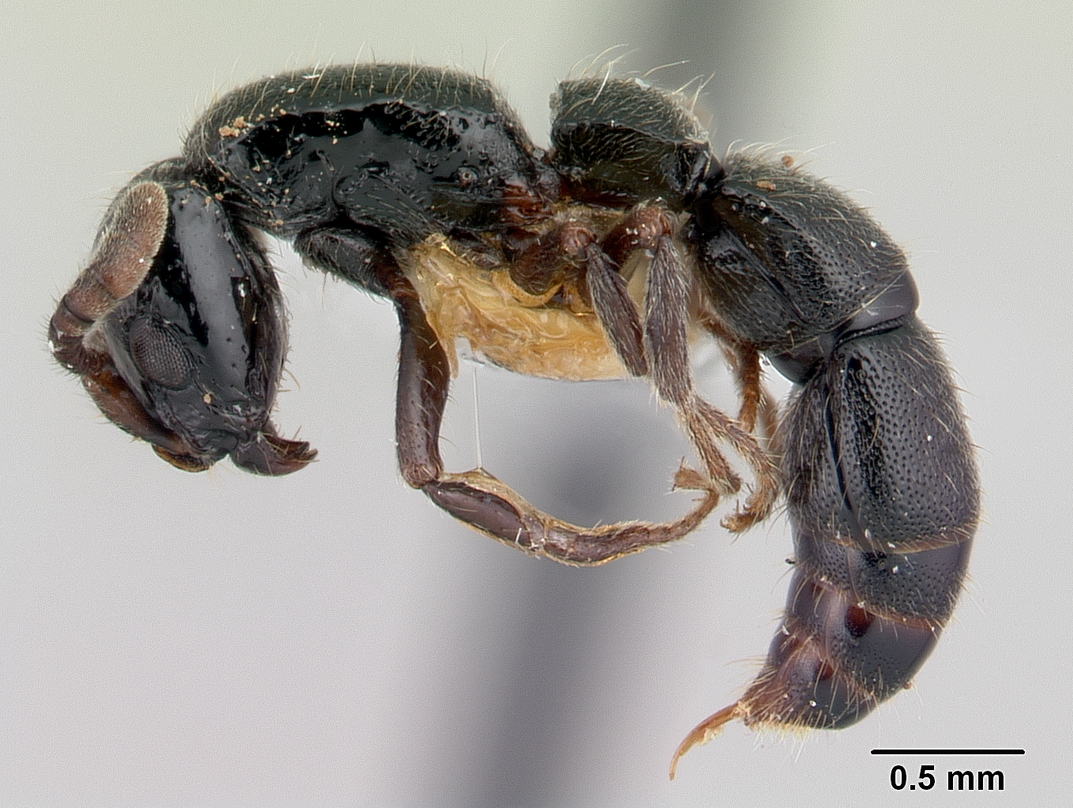
Lioponera nkomoensis.
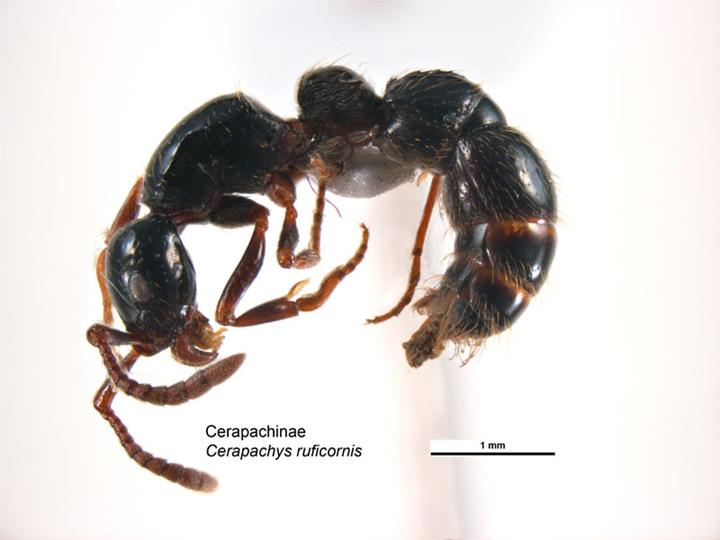
Lioponera ruficornis.
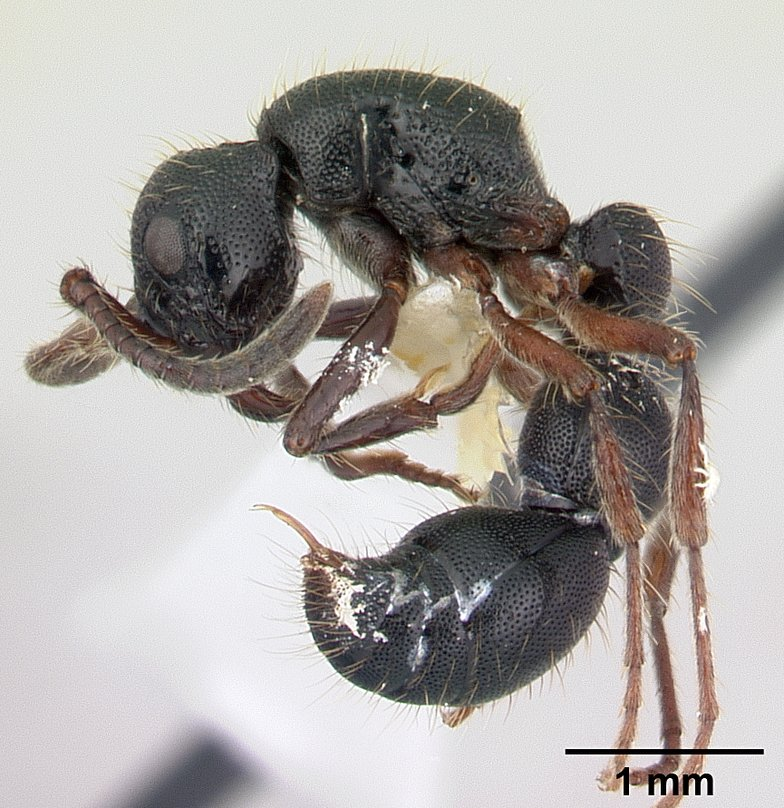
Lioponera suscitata.
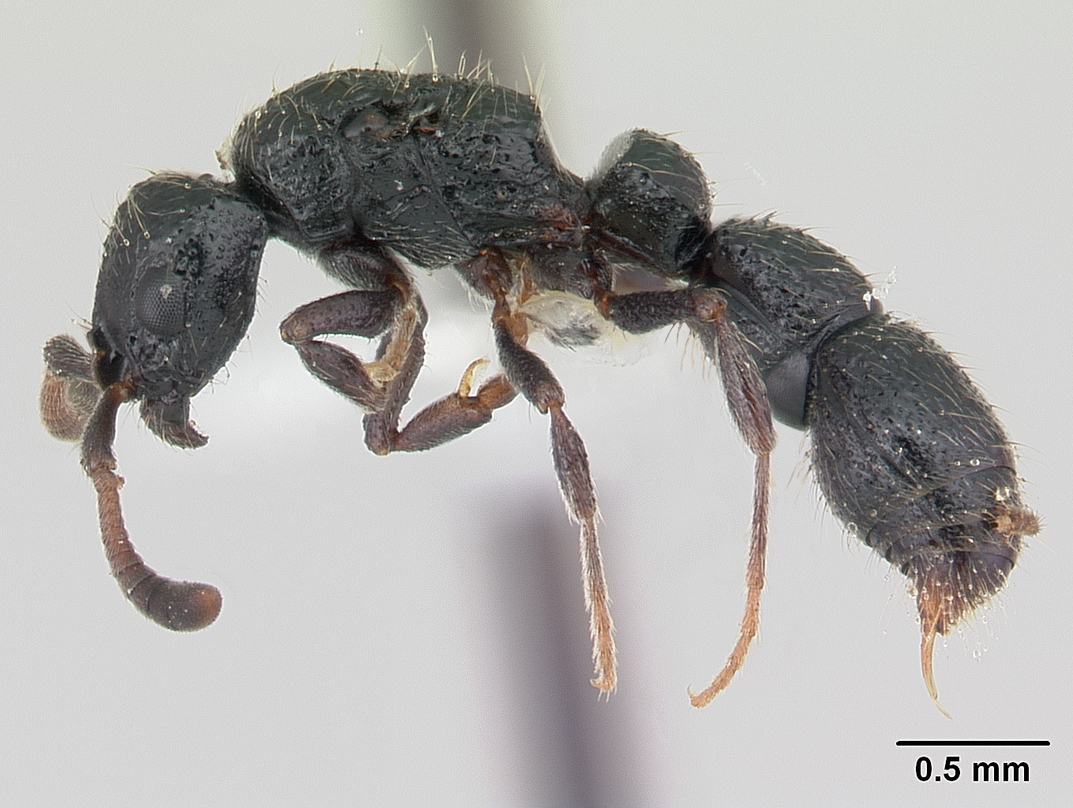
Lioponera vespula.

### Publication originale
- [1879] (de + la) Gustav Mayr, « Beiträge zur Ameisen-Fauna Asiens », Verhandlungen der kaiserlich-königlichen zoologisch-botanischen Gesellschaft in Wien, Vienne, Inconnu, vol. 28,‎ 1879, p. 645-686 (ISSN 1025-4749, OCLC 5759771, lire en ligne). .